# Miss & Mister Deaf World

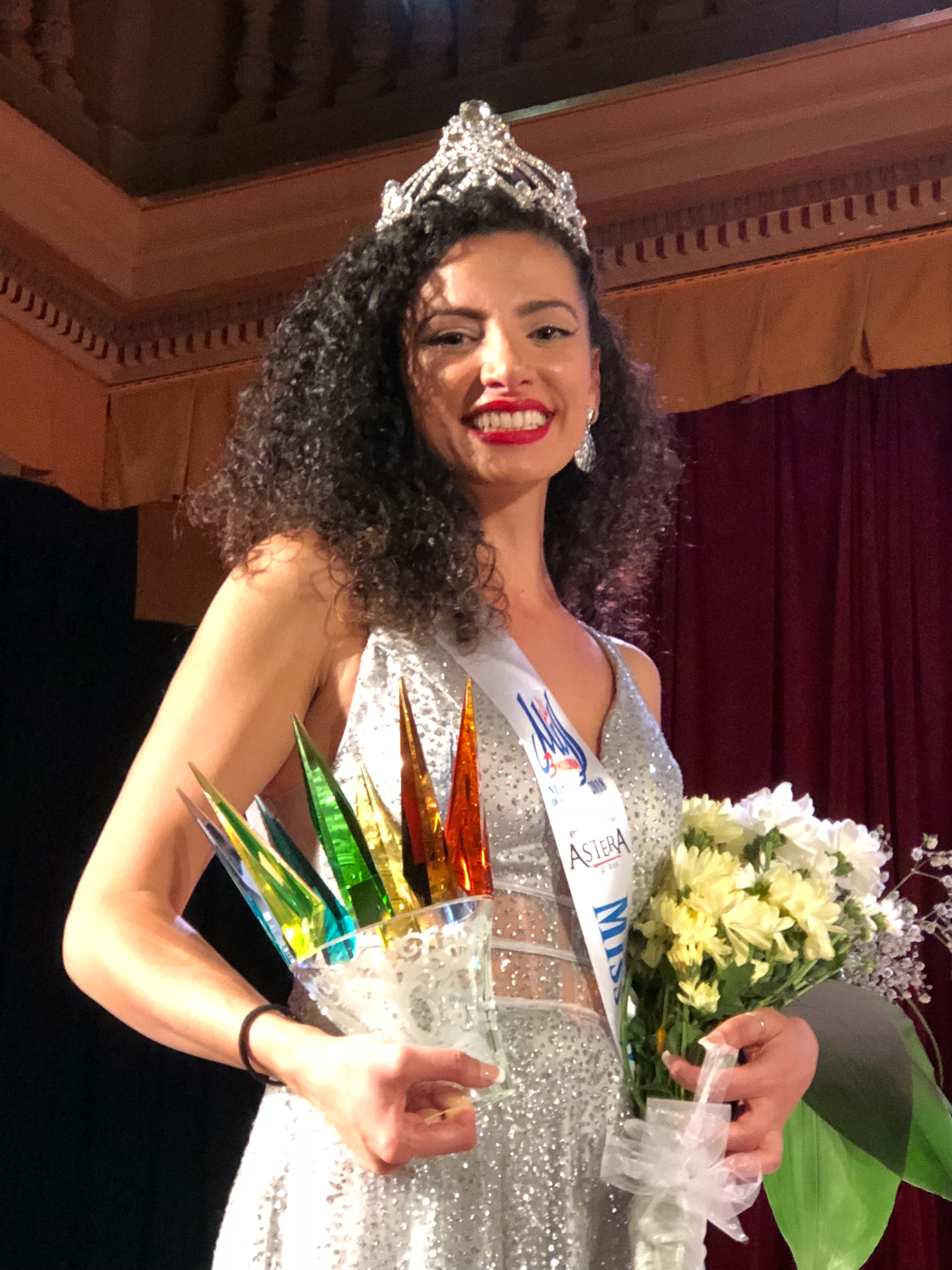
Hoa hậu Khiếm thính Thế giới 2018 Assia Uhanany, 29/9/2018, Vinohrady, Prague.

Hoa hậu & Nam vương Khiếm thính Thế giới và Châu Á-Âu (tiếng Anh: Miss & Mister Deaf World and Europe and Asia, hay gọi tắt là: Miss & Mister Deaf World; Hoa hậu & Nam vương Khiếm thính Thế giới, viết tắt là: MMDW) là một cuộc thi sắc đẹp quốc tế nhằm trao vương miện cho những phụ nữ trẻ khiếm thính "Hoa hậu Khiếm thính Thế giới" và những nam thanh niên khiếm thính "Nam vương Khiếm thính Thế giới" hàng năm, thường diễn ra ở Praha, Cộng hòa Séc.

## Lịch sử
MMDW là một tổ chức phi lợi nhuận được thành lập vào năm 2001. Cuộc thi được tổ chức bởi công ty TNHH Miss - Mister Deaf World, chủ tịch của công ty này là doanh nhân người Séc ông Josef Uhlíř. Ngôn ngữ được sử dụng chính thức trong cuộc thi là ngôn ngữ ký hiệu quốc tế, vương miện được dùng cho cuộc thi làm bằng pha lê do công ty TNHH Astera chế tác.

## Các vụ phế truất ngôi vị

### Hoa hậu Khiếm thính Thế giới 2004
Vào tháng 12 năm 2004, đương kim Hoa hậu Khiếm thính Thế giới 2004 là Candice Morgan đại diện Nam Phi. Đã bị phát hiện là đã có con trước đó, theo quy định của cuộc thi thì bất kể thí sinh nào tham gia cuộc thi Hoa hậu & Nam vương Khiếm thính Thế giới và Châu Á-Âu đều phải là những cô gái, chàng trai chưa kết hôn và chưa có con. Và việc Candice Morgan có con trước cuộc thi đã vi phạm nghiêm trọng quy định trên, không lâu sau đó cô bị phế truất ngôi vị hoa hậu của mình.

### Hoa hậu Khiếm thính Thế giới 2010
Theo quy định của cuộc thi thì đương kim Hoa hậu và Á hậu không được phép tham dự cuộc thi sắc đẹp khác. Vào ngày 9 tháng 7 năm 2010 cuộc thi Hoa hậu Khiếm thính Thế giới 2010 đã tổ chức tại Tbilisi, Gruzia. Hoa hậu Julie Abbou đại diện cho Pháp đã danh được ba danh hiệu trong cuộc thi năm 2010 là First Vicemiss Deaf World (Á hậu 1), Second Vicemiss Deaf World (Á hậu 2) và Miss Deaf Sympathy (Hoa hậu Khiếm thính Thân thiện). Không lâu sau đó Julie Abbou tiếp tục tham gia cuộc thi Hoa hậu Khiếm thính Quốc tế diễn ra tại Hoa Kỳ vào ngày 31 tháng 7 năm 2010, và dành được chiến thắng chung cuộc. Ngay lập tức Josef Uhlíř - chủ tịch cuộc thi, đã thông báo trên trang mạng chính thức của cuộc thi về việc phế truất ngôi vị First Vicemiss Deaf World, Second Vicemiss Deaf World và Miss Deaf Sympathy của Julie Abbou. Không tới 1 tháng sau đó, tức ngày 1 tháng 8 cùng năm sẽ là ngày mà Julie Abbou bị phế truất cùng lúc nhiều ngôi vị. Danh hiệu First Vicemiss Deaf World được trao lại cho Zhihuang Wang đại diện Trung Quốc, danh hiệu Second Vicemiss Deaf World được trao lại cho Stella Falawo Kunjan đại diện Ghana và danh hiệu Miss Deaf Sympathy được trao lại cho Portia Oliver đại diện Nam Phi.

### Á hậu 2 Hoa hậu Khiếm thính Thế giới 2011
Hoa hậu Khiếm thính Thế giới 2011, Dian Inggrawati đại diện Indonesia giành được giải Á hậu 2, nhưng không lâu sau đó cô lại tham gia Hoa hậu Khiếm thính Quốc tế 2012. Điều này quy phạm nghiêm trọng về quy định của cuộc thi do cô vẫn còn đang đương nhiệm danh hiệu Á hậu 2, việc này đồng thời quy phạm hợp đồng của cô với MMDW. Ngay lập tức trên trang chính thức của MMDW họ đã đưa ra thông báo phế truất ngôi vị của cô.

## Xung quanh cuộc thi
Năm 2018, Assia Uhanany đại diện Israel đã chiến thắng cuộc thi Hoa hậu Khiếm thính Thế giới 2018. Xu Jinghui, một thí sinh đến từ Đài Loan, đã chụp ảnh với Assia Uhanany và viết bài ấn tượng về Assia Uhanany. Xu Jinghui cho biết cô mong muốn được giao lưu với những người khiếm thính trên khắp thế giới tại Praha, Cộng hòa Séc. Xu Jinghui cũng cảm ơn Hiệp hội người khiếm thính Đài Loan đã tạo cơ hội cho cô ra nước ngoài tham dự cuộc thi Hoa hậu Khiếm thính Thế giới và dạy ngôn ngữ ký hiệu quốc tế cho cô ấy..
Ngày 16 tháng 4 năm 2019, ông Josef Uhlíř đã chia sẽ trạng thái buồn bã trước sự ra đi của Kỹ sư Vladimír Žíla, đối tác chiến lược của cuộc thi Hoa hậu & Nam vương Khiếm thính Thế giới và Châu Á-Âu, đồng thời Vladimír Žíla cũng là giám đốc của công ty TNHH Astera.
Ngày 15 tháng 5 năm 2019, Hoa hậu Khiếm thính Thế giới 2017 - Chutima Netsuriwong của Thái Lan và Nam vương Khiếm thính Châu Âu - Josip José Smokvina của Croatia đã làm lễ kết hôn tại Croatia.
Ngày 1 tháng 9 năm 2022, trang chủ của Hoa hậu & Nam vương Khiếm thính Thế giới và Châu Á-Âu đã thông báo cuộc thi năm 2022 diễn ra từ ngày 1 tháng 10 cùng năm đã bị hủy do số lượng thí sinh tham gia ít và không được tiêm phòng ngừa dịch. Họ cũng thông báo, cuộc thi trong năm 2023 sẽ được diễn ra vào tháng 7, 2023.

## Danh sách Hoa hậu và Á hậu
| Năm  | Hoa hậu Khiếm thính Thế giới                                   | Á hậu                                                          | Á hậu                                                          | Hoa hậu Khiếm thính Châu lục                                   | Hoa hậu Khiếm thính Châu lục                                   | Hoa hậu Khiếm thính Thân thiện                                 |
| Năm  | Hoa hậu Khiếm thính Thế giới                                   | First Vicemiss Deaf World                                      | Second Vicemiss Deaf World                                     | Hoa hậu Khiếm thính Châu Âu                                    | Hoa hậu Khiếm thính Châu Á                                     | Hoa hậu Khiếm thính Thân thiện                                 |
| ---- | -------------------------------------------------------------- | -------------------------------------------------------------- | -------------------------------------------------------------- | -------------------------------------------------------------- | -------------------------------------------------------------- | -------------------------------------------------------------- |
| 2001 | Viktoriia Prytychenko · Ukraina                                | Không xác định · Bulgaria                                      | Không xác định · Cộng hòa Séc                                  | Không trao giải                                                | Không trao giải                                                | Không trao giải                                                |
| 2002 | Danijela Gedovic · Serbia                                      | Ludmila Šinglarová · Cộng hòa Séc                              | Natália Martinenko · Ukraina                                   | Không trao giải                                                | Không trao giải                                                | Không trao giải                                                |
| 2003 | Galina Broiko · Ukraina                                        | Natalia Chochlova · Nga                                        | Sara Melech · Israel                                           | Không trao giải                                                | Không trao giải                                                | Zhang Huanying · Trung Quốc                                    |
| 2003 | Nastjana Pridok · Ukraina                                      | Natalia Chochlova · Nga                                        | Sara Melech · Israel                                           | Không trao giải                                                | Không trao giải                                                | Zhang Huanying · Trung Quốc                                    |
| 2004 | Candice Morgan · Nam Phi · (Bị phế truất)                      | Vaida Kuzminskyte · Litva                                      | Tatyana Prichodko · Ukraina                                    | Không trao giải                                                | Không trao giải                                                | Tatyana Prichodko · Ukraina                                    |
| 2005 | Petronela Petrovičová · Slovakia                               | Daniejela Bukvic · Serbia                                      | Julia Agapova · Nga                                            | Không trao giải                                                | Không trao giải                                                | Không trao giải                                                |
| 2006 | Ivana Novelic · Serbia                                         | Marina Chukhriy · Ukraina                                      | Viera Zliechcová · Slovakia                                    | Không trao giải                                                | Không trao giải                                                | Angeligue Verstraete · Bỉ                                      |
| 2007 | Qingling Baova · Trung Quốc                                    | Kristina Weber · Đức                                           | Nila Kudlykova · Ukraina                                       | Không trao giải                                                | Không trao giải                                                | Terneil Nicole Oppel · Nam Phi                                 |
| 2008 | Rossana Mazzocchio · Anh Quốc                                  | Michaela Theimerova · Cộng hòa Séc                             | Yulia Arslanova · Nga                                          | Không trao giải                                                | Không trao giải                                                | Jasmin Katzberg · Đức                                          |
| 2009 | Diana Kotvun · Ukraina                                         | Simhiwe Magagula · Eswatini                                    | Mariya Baranova · Nga                                          | Nina Dividtinidze · Gruzia                                     | Không trao giải                                                | Zuzana Zliechovcova · Slovakia                                 |
| 2010 | Alena Smyslova · Nga                                           | Julie Abbou · Pháp · (Bị phế truất)                            | Julie Abbou · Pháp · (Bị phế truất)                            | Alena Smyslova · Nga                                           | Không trao giải                                                | Julie Abbou · Pháp · (Bị phế truất)                            |
| 2010 | Alena Smyslova · Nga                                           | Zhihuang Wang · Trung Quốc · (Kế nhiệm)                        | Stella Falawo Kunjan · Ghana · (Kế nhiệm)                      | Alena Smyslova · Nga                                           | Không trao giải                                                | Portia Stacei Oliver · Nam Phi · (Kế nhiệm)                    |
| 2011 | Ilaria Galbusera · Ý                                           | Elena Korchagina · Nga                                         | Dian Inggravati Soebangil · Indonesia · (Bị phế truất)         | Natalya Ryabova · Belarus                                      | Không trao giải                                                | Ilaria Galbusera · Ý                                           |
| 2012 | Karin Keuter · Đức                                             | Maiko Sakvarelashvili · Gruzia                                 | Mariana Latseviuk · Ukraina                                    | Mariana Latseviuk · Ukraina                                    | Không trao giải                                                | Adjelina Corovic · Montenegro                                  |
| 2013 | Thaisy Payo · Brasil                                           | Erika Ďuricová · Slovakia                                      | Queval Marianne · Pháp                                         | Kinal Timea Melinda · Hungary                                  | Không trao giải                                                | Niahkale Sako · Mali                                           |
| 2014 | Lydia Svobodova · Slovakia                                     | Maria Isabel Carlos Maia · Brasil                              | Xiao Yuan Liu · Trung Quốc                                     | Olivera Lozić · Serbia                                         | Pitiyanan Matthayomphan · Thái Lan                             | Không trao giải                                                |
| 2015 | Natalija Bilanová · Ukraina                                    | Anastasia Viazovskaya · Belarus                                | Le Thi Thuy Doan · Việt Nam                                    | Karina Astrid Jemmott · Anh Quốc                               | Lin Ching Lan · Đài Loan                                       | Không trao giải                                                |
| 2016 | Janetta Hendrika Liaane Erasmus · Nam Phi                      | Aminaka Gako · Sénégal                                         | Victoria Soo Lum · Canada                                      | Elena Novokhatskaya · Ukraina                                  | Caoyue Piao · Hàn Quốc                                         | Không trao giải                                                |
| 2017 | Chutima Netsuriwong · Thái Lan                                 | Maria Puposka · Bắc Macedonia                                  | Inna Demidova · Belarus                                        | Petra Gluchová · Cộng hòa Séc                                  | Manman Hao · Trung Quốc                                        | Không trao giải                                                |
| 2017 | Chutima Netsuriwong · Thái Lan                                 | Ana-Maria Barnjak · Croatia                                    | Inna Demidova · Belarus                                        | Petra Gluchová · Cộng hòa Séc                                  | Manman Hao · Trung Quốc                                        | Không trao giải                                                |
| 2018 | Assia Uhanany · Israel                                         | Juthathip Srithamrongwat · Thái Lan                            | Ludmila Krautsova · Belarus                                    | Andreea-Maria Stîngaciu · România                              | Nishtha Dudeja · Ấn Độ                                         | Không trao giải                                                |
| 2019 | Vidisha Baliyan Ấn Độ                                          | Lethiwe Ntaka · Nam Phi                                        | Caroline Costa · Brasil                                        | Petra Jakopović · Croatia                                      | Kanjana Phimpa · Thái Lan                                      | Không trao giải                                                |
| 2020 | Cuộc thi không được tổ chức do ảnh hưởng của đại dịch COVID-19 | Cuộc thi không được tổ chức do ảnh hưởng của đại dịch COVID-19 | Cuộc thi không được tổ chức do ảnh hưởng của đại dịch COVID-19 | Cuộc thi không được tổ chức do ảnh hưởng của đại dịch COVID-19 | Cuộc thi không được tổ chức do ảnh hưởng của đại dịch COVID-19 | Cuộc thi không được tổ chức do ảnh hưởng của đại dịch COVID-19 |
| 2021 | Cuộc thi không được tổ chức do ảnh hưởng của đại dịch COVID-19 | Cuộc thi không được tổ chức do ảnh hưởng của đại dịch COVID-19 | Cuộc thi không được tổ chức do ảnh hưởng của đại dịch COVID-19 | Cuộc thi không được tổ chức do ảnh hưởng của đại dịch COVID-19 | Cuộc thi không được tổ chức do ảnh hưởng của đại dịch COVID-19 | Cuộc thi không được tổ chức do ảnh hưởng của đại dịch COVID-19 |
| 2022 | Cuộc thi không được tổ chức do ảnh hưởng của đại dịch COVID-19 | Cuộc thi không được tổ chức do ảnh hưởng của đại dịch COVID-19 | Cuộc thi không được tổ chức do ảnh hưởng của đại dịch COVID-19 | Cuộc thi không được tổ chức do ảnh hưởng của đại dịch COVID-19 | Cuộc thi không được tổ chức do ảnh hưởng của đại dịch COVID-19 | Cuộc thi không được tổ chức do ảnh hưởng của đại dịch COVID-19 |
| 2023 |                                                                |                                                                |                                                                |                                                                |                                                                |                                                                |

## Danh sách Nam vương và Nam vương châu lục
| Năm  | Nam vương Khiếm thính Thế giới                                 | Nam vương Khiếm thính Châu lục                                 | Nam vương Khiếm thính Châu lục                                 |
| Năm  | Nam vương Khiếm thính Thế giới                                 | Nam vương Khiếm thính Châu Âu                                  | Nam vương Khiếm thính Châu Á                                   |
| ---- | -------------------------------------------------------------- | -------------------------------------------------------------- | -------------------------------------------------------------- |
| 2013 | Christian Paul López Bernal · México                           | Bohuš Vlačuha · Cộng hòa Séc                                   | Không trao giải                                                |
| 2014 | Jean-Marie Bourdon · Pháp                                      | David Spiess · Áo                                              | Không trao giải                                                |
| 2015 | Camilo Viloria Arrieta · Colombia                              | Tomáš Brož · Cộng hòa Séc                                      | Sophon Sae-Li · Thái Lan                                       |
| 2016 | Kevin Petit · Pháp                                             | Alberto Jorgues Mora · Tây Ban Nha                             | Tian Ye · Trung Quốc                                           |
| 2017 | Eric Alcantara Pascual · Tây Ban Nha                           | Bagou Chehiban · Pháp                                          | Yu Chen Lin · Đài Loan                                         |
| 2018 | Jan Jakub Matěj Emmer · Cộng hòa Séc                           | Josip José Smokvina · Croatia                                  | Mani Gulati · Ấn Độ                                            |
| 2019 | Phumelela Mapukata · Nam Phi                                   | Petro Mendryshora · Ukraina                                    | Chunping Zhou · Trung Quốc                                     |
| 2020 | Cuộc thi không được tổ chức do ảnh hưởng của đại dịch COVID-19 | Cuộc thi không được tổ chức do ảnh hưởng của đại dịch COVID-19 | Cuộc thi không được tổ chức do ảnh hưởng của đại dịch COVID-19 |
| 2021 | Cuộc thi không được tổ chức do ảnh hưởng của đại dịch COVID-19 | Cuộc thi không được tổ chức do ảnh hưởng của đại dịch COVID-19 | Cuộc thi không được tổ chức do ảnh hưởng của đại dịch COVID-19 |
| 2022 | Cuộc thi không được tổ chức do ảnh hưởng của đại dịch COVID-19 | Cuộc thi không được tổ chức do ảnh hưởng của đại dịch COVID-19 | Cuộc thi không được tổ chức do ảnh hưởng của đại dịch COVID-19 |
| 2023 |                                                                |                                                                |                                                                |

## Số lần chiến thắng

### Hoa hậu Khiếm thính Thế giới
| Quốc gia/Lãnh thổ | Số lần | Năm                    |
| ----------------- | ------ | ---------------------- |
| Ukraina           | 4      | 2001, 2003, 2003, 2009 |
| Serbia            | 2      | 2002, 2006             |
| Slovenia          | 2      | 2005, 2014             |
| Nam Phi           | 2      | 2004 (phế truất), 2016 |
| Ấn Độ             | 1      | 2019                   |
| Israel            | 1      | 2018                   |
| Thái Lan          | 1      | 2017                   |
| Brasil            | 1      | 2013                   |
| Đức               | 1      | 2012                   |
| Ý                 | 1      | 2011                   |
| Nga               | 1      | 2010                   |
| Anh Quốc          | 1      | 2008                   |
| Trung Quốc        | 1      | 2007                   |